# Ott-Heinrich Keller

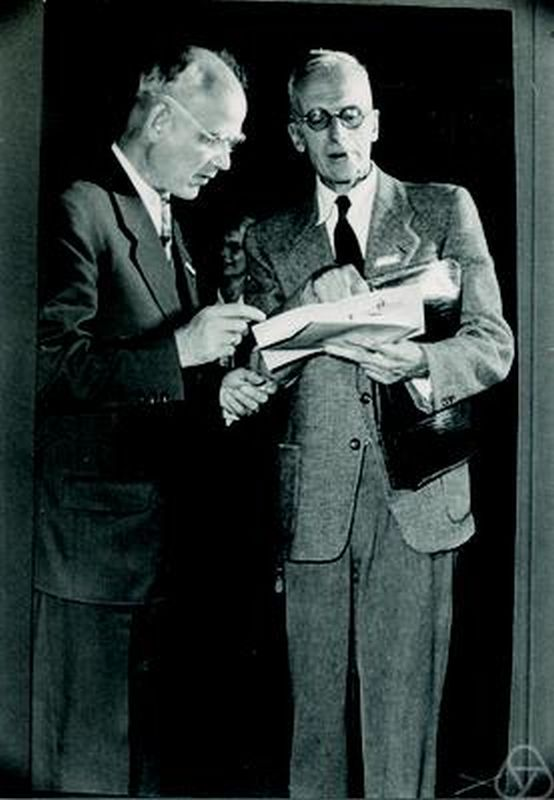
Eduard Ott-Heinrich Keller (links) and Hellmuth Kneser (rechts).

Eduard Ott-Heinrich Keller (Frankfurt am Main, 22 juni 1906 - Halle, 5 december 1990) was een Duits wiskundige die gespecialiseerd was in de meetkunde, topologie en de algebraïsche meetkunde. In 1939 formuleerde hij het probleem dat nu bekendstaat als het Jacobiaans vermoeden. 

## Biografie
Hij werd geboren in Frankfurt am Main en studeerde aan de universiteiten van Frankfurt, Wenen, Berlijn en Göttingen. Als student van Max Dehn schreef hij een dissertatie over het betegeling van de ruimte met kubussen. Dit leidde in 1930 tot een ander 'vermoeden van Keller': het kubusbetegelingsvermoeden van Keller. 
Vervolgens werkte hij in Berlijn samen met Georg Hamel. Hij habilitateerde in 1933 op een proefschrift over Cremona-transformaties. Het Jacobiaanse vermoeden komt in een dergelijk omgeving op natuurlijke wijze naar voren. De motivatie om vrij algemene polynoomtransformaties, zeg van het projectieve vlak te onderzoeken, kwam van de singulariteitstheorie voor algebraïsche krommen.
Tijdens de Tweede Wereldoorlog was hij in Flensburg docent bij een college van de Kriegsmarine. Na de oorlog bekleedde hij verschillende functies, In 1952 werd hij aan de universiteit van Halle-Wittenberg tot hoogleraar benoemd. Hij was daar de opvolger van Heinrich Jung. In 1971 ging hij met emeritaat. 

## Werken
- Über die lückenlose Erfüllung des Raumes mit Würfeln. In: Crelles Journal. 163, 1930, blz. 231–248.
- Die Homoiomorphie der kompakten konvexen Mengen im Hilbertschen Raum. In: Mathematische Annalen. 105, 1931, blz.. 748–758[1]
- Cremona-Transformationen algebraischer Kurven. In: Crelles Journal. 169, 1933, blz.. 193–218 (Habilitatie van Keller aan de TH Berlin 1933).
- Ein Satz über die lückenlose Erfüllung des 5- und 6-dimensionalen Raumes mit Würfeln. In: Crelle's Journal. 177, 1937, blz. 61–64.
- Über eine Kovariante bei Cremona-Transformationen. In: Mathematische Annalen. 114, 1937, blz. 700–741.
- Geometrie der Zahlen. Enzyklopädie der mathematischen Wissenschaften. Teubner, 1954.
- Analytische Geometrie und Lineare Algebra (= Hochschulbücher für Mathematik. deel. 26). Deutscher Verlag der Wissenschaften, Berlijn 1957.
- Vorlesungen über algebraische Geometrie. Geest und Portig, Leipzig 1974.

## Voetnoten
1. ↑  Keller gebruikt de schrijfwijze homoiomorph voor een homeomorfisme